# Gmina Richland (hrabstwo Delaware)

Położenie Gminy Richland w hrabstwie Delaware

Gmina Richland (ang. Richland Township) – gmina w USA, w stanie Iowa, w hrabstwie Delaware. Według danych z 2000 roku gmina miała 575 mieszkańców, a jej powierzchnia wynosi 94,93 km².